# Soyouz T-6
Pour les articles homonymes, voir T-6.
Soyouz T-6 est la première mission spatiale de visite et le second voyage spatial habité qui a desservi la station spatiale soviétique Saliout 7, en orbite à 300 km d'altitude, du 24 juin au 2 juillet 1982.

## Équipage
Les nombres entre parenthèses indiquent le nombre de vols spatiaux effectués par chaque individu jusqu'à cette mission incluse.
- Vladimir Djanibekov (3)
- Alexandre Ivantchenkov (2)
- Jean-Loup Chrétien (1)

## Paramètres de la mission
- Masse   : 6850 kg
- Périgée : 189 km
- Apogée  : 233 km
- Inclinaison : 51.7°
- Période : 88.7 minutes

## Points importants
C'est la première fois qu'un Français va dans l'espace. Jean-Loup Chrétien rejoint la station spatiale Saliout 7 pour réaliser une mission scientifique conséquente. 

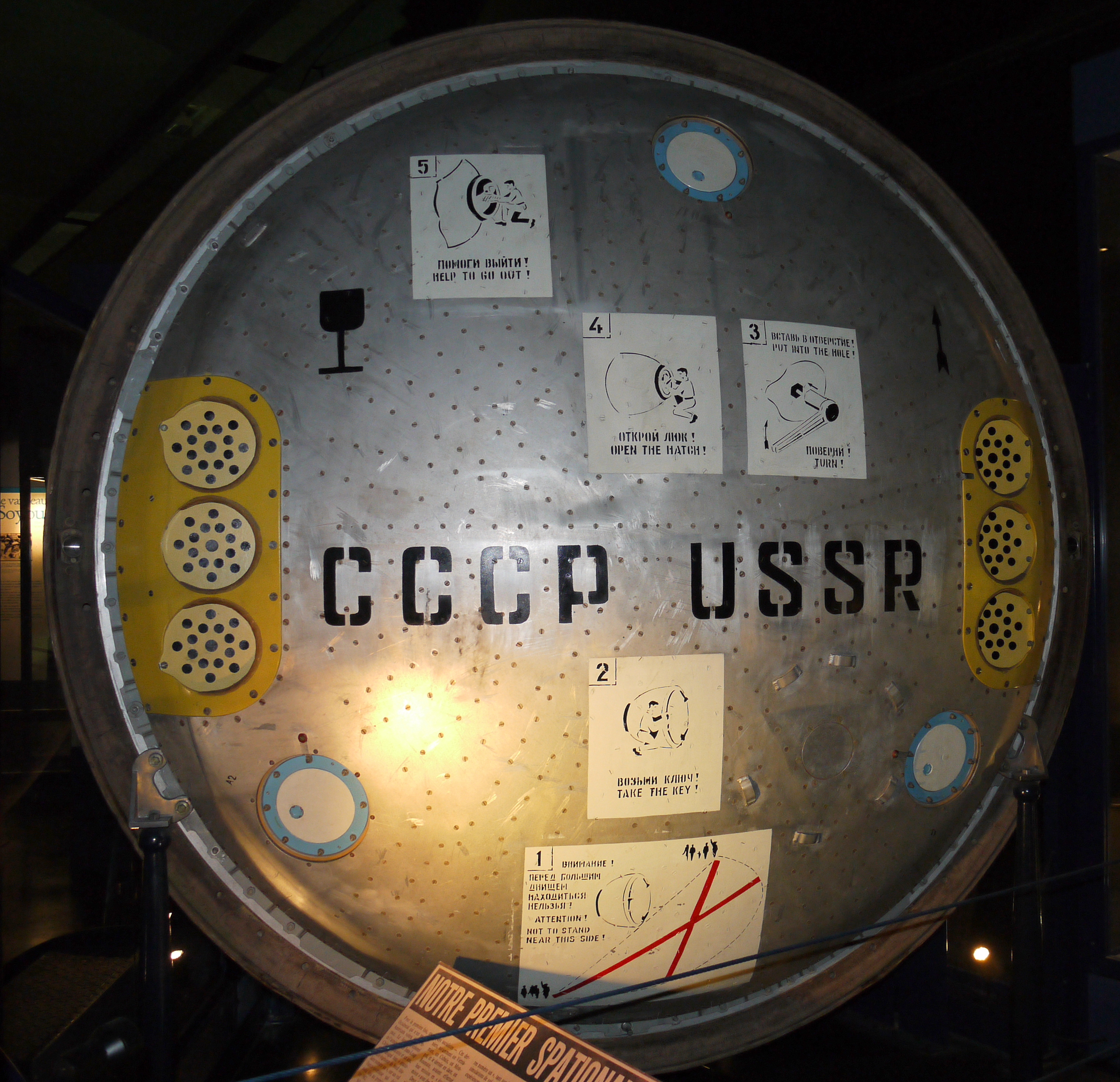
Arrière du module de rentrée Soyouz T-6
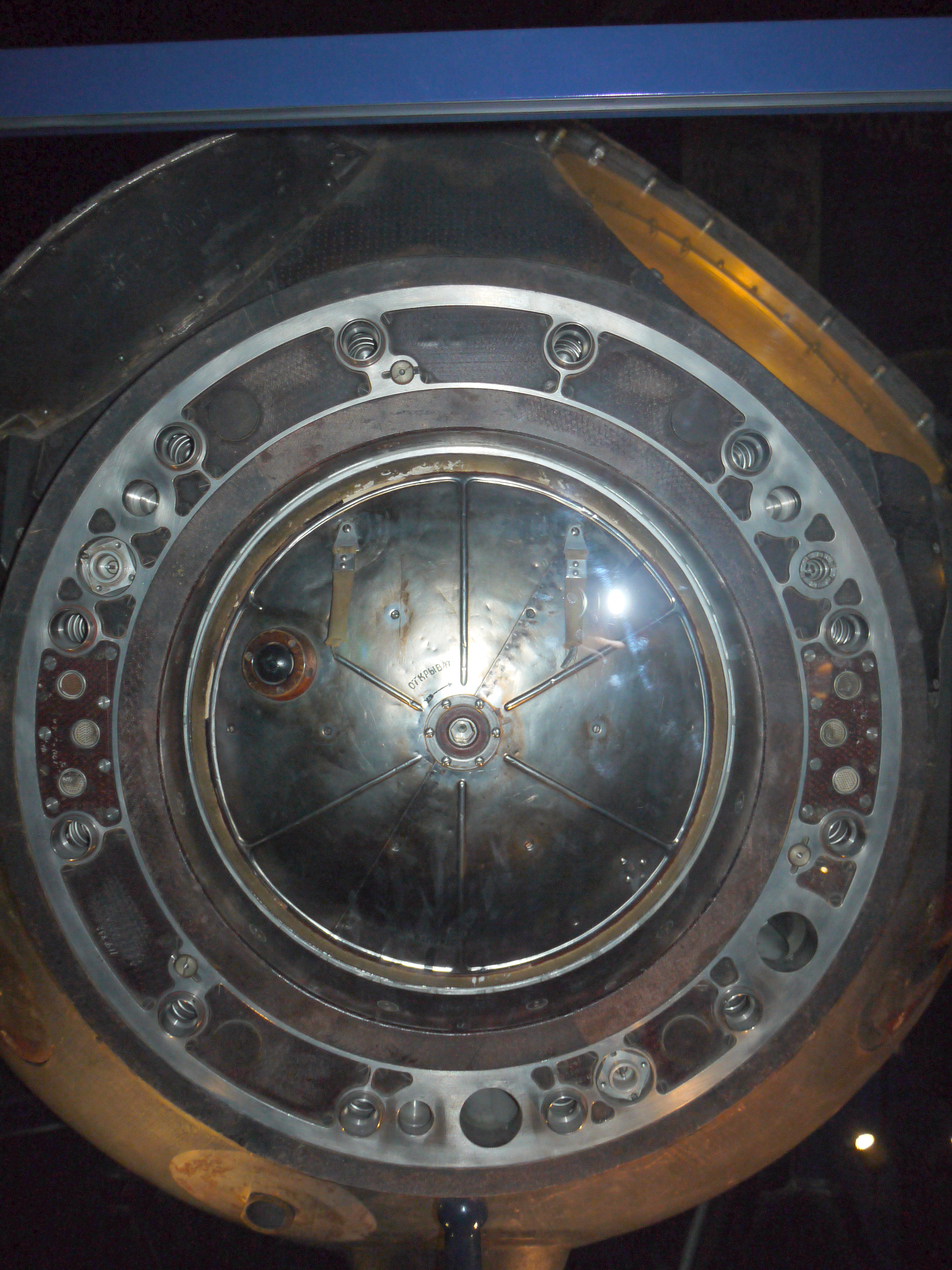
Écoutille capsule de rentrée Soyouz T-6